# Цыганский хор (миньон)
«Цыга́нский хор» — сингл Аллы Пугачёвой, выпущенный в СССР фирмой «Мелодия» в 1983 году с одноимённой песней, размещённой на его первой стороне. На второй стороне миньона была записана песня «Канатоходка». Хотя песни издавались впервые, обе записи не студийные: они сделаны во время съёмок концертной телепрограммы «Новогодний аттракцион», проходивших в Цирке на Цветном бульваре в декабре 1982 года. В отличие от многих других миньонов «Мелодии» конца 1970-х — начала 1980-х годов, монофонический вариант на гибкой пластинке не выпускался. Заглавная композиция стала суперхитом 1983 года, что отразилось на тираже миньона, составившем 6 миллионов экземпляров.
Студийные версии обеих песен появились в альбоме «Ах, как хочется жить» в 1985 году. Помимо этого, песня «Канатоходка» звучит в фильме «Пришла и говорю», вышедшем на экраны в начале 1986 года.

## Список композиций и участники записи
Все тексты написаны Ильёй Резником.
Аккомпанемент во всех записях: инструментальный ансамбль «Рецитал», руководитель Александр Юдов. Вступление к песне «Цыганский хор» начинается с запева песни «Панчава» в исполнении Виктора Бузылёва..
| №                   | Название            | Музыка              | Длительность |
| ------------------- | ------------------- | ------------------- | ------------ |
| 1.                  | «Цыганский хор»     | Владимир Шаинский   | 4:36         |
| Общая длительность: | Общая длительность: | Общая длительность: | 4:36         |

| №                   | Название            | Музыка              | Длительность |
| ------------------- | ------------------- | ------------------- | ------------ |
| 1.                  | «Канатоходка»       | Алла Пугачёва       | 5:52         |
| Общая длительность: | Общая длительность: | Общая длительность: | 5:52         |

## Участники записи
Группа «Рецитал», руководитель Александр Юдов. Звукорежиссёр В. Виноградов.